# Fältmartorn
Fältmartorn (Eryngium campestre) är en växtart i släktet martornar och familjen flockblommiga växter. Den beskrevs av Carl von Linné 1753.
Arten är en perenn ört som förekommer i så gott som hela kontinentala Europa samt i Nordafrika och Mellanöstern till Kaukasus och Iran. Den odlas även som medicinalväxt och prydnadsväxt, och har med människans hjälp blivit bofast och reproducerande i Sverige.

## Underarter
Fältmartornen har två varieteter:
- E. campestre var. campestre
- E. campestre var. virens